# Janete Clair
Janete Clair, nombre artístico de Janete Stocco Emmer Dias Gomes (25 de abril de 1925, Conquista, Brasil - 16 de noviembre de 1983, Río de Janeiro, Brasil), fue una famosa escritora brasileña, autora de diversos seriales para la radio y la televisión. El apellido Dias Gomes proviene de su marido, y también escritor, Alfredo Dias Gomes. 
A causa de sus sucesivos éxitos en el horario de las 20, con la mayor audiencia de Rede Globo, es conocida también como "Maga das Oito", "Dama das Oito" y "Nossa Senhora das Oito".

## Biografía
Janete Clair nació como Jenete Stocco Emmer, hija del comerciante libanés Salim Emmer y de la costurera Carolina Stocco. Después de pasar una infancia tranquila en Conquista, en el Triângulo Mineiro, en el valle de Río Grande, próxima a Uberaba, Minas Gerais, el talento de Janet para la vida artística comenzó a despertar cuando la familia se trasladó a Franca, en São Paulo. En Radio Herz, la estación principal de la ciudad, Janet fue un éxito con canciones en árabe y francés. A los catorce años, tuvo que dejar temporalmente la vida artística y se dedicó a trabajar como mecanógrafa para ayudar al ingreso familiar. Luego, ya en la capital de São Paulo, trabajaba en un laboratorio como bacterióloga, y veinte años pasaron para que obtenga una prueba para ser locutora de radio y actriz en Radio Tupi. Adoptando el apellido artístico Clair, inspirada por la canción Clair de Lune de Claude Debussy a sugerencia de Octavio Gabus Mendes. En ese momento, trabajando en la radio, conoció y se enamoró de su futuro marido, el dramaturgo Alfredo Dias Gomes.
En los años 50, ya casados y alentada por su marido, se dedicó a escribir radionovelas en la Radio Nacional de São Paulo, y tuvo gran éxito con Perdão, Meu Filho. Con Dias, Janete tuvo cuatro hijos: William, Alfredo, Denise y Mark Plinio, este último falleciendo a los dos años y medio, un hecho que la hizo sufrir demasiado.
En la década de 1960, comenzó a producir para la televisión, con las telenovelas O Acusador y Paixão Proibida, ambas para Rede Tupi. En 1967, fue la encargada de cambiar la trama de la telenovela Anastácia, a Mulher sem Destino, de Rede Globo, para reducir drásticamente los costes de producción. Entonces, Janet añadió a la historia un terremoto que mató a más de la mitad de los personajes, y destruyó la mayor parte de los escenarios. Después de eso, fue contratada definitivamente por Rede Globo, donde escribió varias telenovelas, como Sangue e Areia, Passo dos Ventos, Rosa Rebelde y Véu de Noiva.
En los años 70, escribió algunos de las más exitosas telenovelas de la historia televisiva nacional, como Irmãos Coragem (1970), Selva de Pedra (1972) y Pecado Capital (1975); período en la que se la llamó la "maga de las ocho", por garantizar altos niveles de audiencia estratosféricos en las novelas exhibidas en esos momentos, siendo, en muchos casos, indiscutiblemente imbatible. En 1978, dejó a Brasil con la telenovela O Astro en torno al misterio "¿Quién mató a Salomón Hayala?", personaje interpretado por Dionísio Azevedo. La autora se convirtió en la más popular de la historia de la televisión brasilera, siendo la única en llegar a 100 puntos de audiencia.
Murió tempranamente en 1983, víctima de un cáncer de intestino, mientras escribía la telenovela Eu Prometo, que dejó inconclusa. Ésta fue completada por su colaboradora Glória Perez.
Janete Clair es vista como un símbolo de carisma, sencillez y talento. Sus historias aún viven en la mente de los brasileños, y junto a otros autores de novelas como Ivani Ribeiro, Manoel Carlos, Cassiano Gabus Mendes y Lauro César Muniz, entre otros, la popularización de las telenovelas de Brasil, como producto de cultura masificada y accesible para el público latinoamericano.

## Trayectoria

### En radio
- Perdão, Meu Filho
- Alba Valéria
- Amar Até Morrer
- A Canção do Fugitivo
- A Canção do Rio
- O Canto do Cisne
- Concerto de Outono
- A Deusa do Rio
- Ela se Chamava
- Esperança
- Uma Escada para o Céu
- A Estrada do Pecado
- Um Estranho na Terra de Ninguém
- A Família Borges
- A Imagem de Rosana
- Inocente Pecadora
- Uma Mulher Contra o Mundo Inteiro
- A Mulher Marcada
- Noite Sem Fim
- A Noiva das Trevas
- Nuvem de Fogo
- O Orgulho de Mara
- Pérolas de Fogo
- Poema de um Homem Só
- Rosa Malena
- O Sorriso da Imagem de Pedra
- Sublime Pecadora
- A Sultana do Grande Lago
- A Taça do Pecado
- Vende-se um Véu de Noiva

### En televisión

#### Historias originales
- Eu Prometo (Rede Globo, 1983-1984) (con Glória Perez)
- Sétimo Sentido (Rede Globo, 1982)
- Coração Alado (Rede Globo, 1980-1981)
- O Astro (Rede Globo, 1977-1978)
- Duas Vidas (Rede Globo, 1976-1977)
- Bravo! (Rede Globo, 1975-1976) (con Gilberto Braga)
- Pecado Capital (Rede Globo, 1975-1976)
- Fogo Sobre Terra (Rede Globo, 1974-1975)
- O Semideus (Rede Globo, 1973-1974)
- Selva de Pedra (Rede Globo, 1972-1973)
- O Homem Que Deve Morrer (Rede Globo, 1971-1972)
- Irmãos Coragem (Rede Globo, 1970-1971)
- Véu de Noiva (Rede Globo, 1969-1970)
- Acorrentados (TV Record, 1969)
- Passo dos Ventos (Rede Globo, 1968-1969)
- Sangue e Areia (Rede Globo, 1967-1968)

#### Adaptaciones
- Anastásia, a Mulher sem Destino (Rede Globo, 1967) (con Emiliano Queiroz) Basada en la obra teatral La capinera del molino de Émile Richebourg.
- A Herança do Ódio (TV Rio, 1966) Basada en la radionovela homónima de Oduvaldo Vianna.

#### Argumentos
- Jogo da Vida (título original: As Quatro Marquesas) (Rede Globo, 1981-1982) Desarrollado por Silvio de Abreu.
- Dancin' Days (título original: A Prisioneira) (Rede Globo, 1978-1979) Desarrollado por Gilberto Braga.

#### Como guionista
- Show sem Limites (TV Rio, 1966) Original de J. Slivestre.
- Vesperal Trol (Rede Tupi, 1963 y 1966) Original de Fábio Sabag.

#### Supervisión de texto
- Corrida de Ouro (Rede Globo, 1974-1975) Original de Lauro César Muniz y Gilberto Braga.

#### Versiones reescritas por ella misma
- Pai Herói (Rede Globo, 1979) (adaptación de la radionovela Um Estranho na Terra de Ninguém)
- Rosa Rebelde (Rede Globo, 1969) (adaptación de la radionovela Rosa Malena)
- Paixão Proibida (Rede Tupi, 1967) (adaptación de la radionovela A Família Borges)
- Estrada do Pecado (TV Itacolomi, 1965) (adaptación de la radionovela A Estrada do Pecado)
- O Acusador (Rede Tupi, 1964) (adaptación de la radionovela Inocente Pecadora)
- Nuvem de Fogo (TV Rio, 1963) (adaptación de la radionovela homónima)

#### Versiones reescritas por otros
- O Astro (Rede Globo, 2011) (adaptación de O Astro) por Alcides Nogueira y Geraldo Carneiro.
- Vende-se um Véu de Noiva (SBT, 2009-2010) (adaptación de la radionovela homónima) por Íris Abravanel.
- Primera parte de Velo de novia (Televisa, 2003) (adaptación de Véu de Noiva) por María Antonieta Gutiérrez.
- Pecado Capital (Rede Globo, 1998-1999) (adaptación de Pecado Capital) por Glória Perez.
- Juegos de fuego (Televisión Nacional de Chile, 1995) (adaptación de Coração Alado) por Sergio Bravo, Perla Devoto y Maite Chapero.
- Irmãos Coragem (Rede Globo, 1995) (adaptación de Irmãos Coragem) por Dias Gomes y Marcílio Moraes.
- Top secret (Canal 13 de Chile, 1994) (adaptación de Eu Prometo) por Fernando Aragón y Arnaldo Madrid.
- El hombre que debe morir (Panamericana Televisión, 1989-1990) (adaptación de O Homem Que Deve Morrer) por Humberto Polar.
- Bravo (Canal 13 de Chile, 1989) (adaptación de Bravo!) por Silvia Gutiérrez.
- Dos vidas (Televisa, 1988) (adaptación de Duas Vidas) por Jorge Patiño.
- Semidiós (Canal 13 de Chile, 1988) (adaptación de O Semideus) por Jorge Díaz Saenger.
- Mi nombre es Coraje (Crustel S.A. y Canal 2 de La Plata, 1987-1988) (adaptación de Irmãos Coragem) por Augusto Gustozzi.
- Direito de Amar (Rede Globo, 1987) (adaptación de la radionovela A Noiva das Trevas) por Walther Negrão.
- Selva de Pedra (Rede Globo, 1986) (adaptación de Selva de Pedra) por Eloy Aráujo y Regina Braga.
- Hermanos Coraje (Televisión Independiente de México y Panamericana Televisión, 1972-1974) (adaptación de Irmãos Coragem) por Enrique Segoviano.
- Velo de novia (Telesistema Mexicano, 1971) (adaptación de Véu de Noiva) por Caridad Bravo Adams.